# شهرستان ترویتسکو-پچورسکی
شهرستان ترویتسکو-پچورسکی (به لاتین: Troitsko-Pechorsky District) یک شهرستان در روسیه است که در جمهوری کومی واقع شده‌است.